# Primetime-Emmy-Verleihung 2020
Die 72. Emmy-Verleihung in der Sparte Prime Time (im Original: 72nd Primetime Emmy Awards) fand am 20. September 2020 statt. Die Nominierungen wurden am 28. Juli 2020 von Leslie Jones, Laverne Cox, Josh Gad und Tatiana Maslany bekanntgegeben. Berücksichtigt wurden dabei Programme, die im Zeitraum vom 1. Juni 2019 bis zum 31. Mai 2020 ausgestrahlt wurden. In den Vereinigten Staaten wurde die Preisverleihung vom Sender ABC ausgestrahlt, in Deutschland übertrug TNT Serie die Verleihung. Moderiert wurde die Verleihung von Jimmy Kimmel.
Aufgrund der COVID-19-Pandemie fand die Preisvergabe im Staples Center in Los Angeles ohne Zuschauer sowie in insgesamt sechs virtuellen Veranstaltungen statt, für die Creative Arts Emmy Awards fanden fünf Veranstaltungen von Montag (14. September) bis Samstag (19. September) statt, die Hauptveranstaltung folgte am Sonntag (20. September). Bei der Hauptveranstaltung wurden anstatt bisher 27 nur 23 Kategorien überreicht.  Die Creative Arts Emmy Awards ehrten unter anderem Gastdarsteller in Fernsehserien, Animationsserien und Dokumentationen, aber auch Fernsehschaffende in technischen Kategorien, unter anderem Szenenbild, Kostüme, Kamera oder Schnitt.
| Programm                                                                 | N  | A  |
| ------------------------------------------------------------------------ | -- | -- |
| Watchmen                                                                 | 26 | 11 |
| Schitt’s Creek                                                           | 15 | 09 |
| Succession                                                               | 18 | 07 |
| The Mandalorian                                                          | 15 | 07 |
| Saturday Night Live                                                      | 15 | 06 |
| RuPaul’s Drag Race                                                       | 10 | 06 |
| The Marvelous Mrs. Maisel                                                | 20 | 04 |
| Last Week Tonight with John Oliver                                       | 9  | 04 |
| Cheer                                                                    | 6  | 03 |
| Dave Chappelle: Sticks & Stones                                          | 6  | 03 |
| Euphoria                                                                 | 6  | 03 |
| Apollo 11                                                                | 5  | 03 |
| Genndy Tartakovsky’s Primal                                              | 3  | 03 |
| The Crown                                                                | 13 | 02 |
| Hollywood                                                                | 12 | 02 |
| The Oscars                                                               | 9  | 02 |
| The Cave                                                                 | 4  | 02 |
| Live in Front of a Studio Audience: „All in the Family“ and „Good Times“ | 4  | 02 |
| #FreeRayshawn                                                            | 3  | 02 |
| Ozark                                                                    | 18 | 01 |
| The Handmaid’s Tale – Der Report der Magd                                | 10 | 01 |
| Mrs. America                                                             | 10 | 01 |
| Westworld                                                                | 11 | 0  |

Die meisten Nominierungen hat die einzige Staffel der Science-Fiction-Serie Watchmen (11) erhalten, gefolgt von der zweiten Staffel der Dramedy Succession (10) und der dritten Staffel der Dramaserie Ozark (9). Zusammen mit den in den Nebenkategorien vergebenen Creative Arts Emmy Awards erhielt Watchmen 26 Nominierungen. Der Streaming-Anbieter Netflix erhielt für seine Formate die meisten Nominierungen (160, inkl. Creative Arts Emmys), gefolgt vom Kabelsender HBO (107).

## Preisträger und Nominierungen (Auswahl)

### Sparte Comedy

#### Beste Comedyserie
Schitt’s Creek
- Lass es, Larry! (Curb Your Enthusiasm)
- Dead to Me
- The Good Place
- Insecure
- The Kominsky Method
- The Marvelous Mrs. Maisel
- What We Do in the Shadows

#### Bester Hauptdarsteller – Comedyserie
Eugene Levy – Schitt’s Creek
- Anthony Anderson – Black-ish
- Don Cheadle – Black Monday
- Ted Danson – The Good Place
- Michael Douglas – The Kominsky Method
- Ramy Youssef – Ramy

#### Beste Hauptdarstellerin – Comedyserie
Catherine O’Hara – Schitt’s Creek
- Christina Applegate – Dead to Me
- Rachel Brosnahan – The Marvelous Mrs. Maisel
- Linda Cardellini – Dead to Me
- Issa Rae – Insecure
- Tracee Ellis Ross – Black-ish

#### Bester Nebendarsteller – Comedyserie
Daniel Levy – Schitt’s Creek
- Andre Braugher – Brooklyn Nine-Nine
- Kenan Thompson – Saturday Night Live
- William Jackson Harper – The Good Place
- Tony Shalhoub – The Marvelous Mrs. Maisel
- Mahershala Ali – Ramy
- Alan Arkin – The Kominsky Method
- Sterling K. Brown – The Marvelous Mrs. Maisel

#### Beste Nebendarstellerin – Comedyserie
Annie Murphy – Schitt’s Creek
- Betty Gilpin – GLOW
- Kate McKinnon – Saturday Night Live
- Alex Borstein – The Marvelous Mrs. Maisel
- Yvonne Orji – Insecure
- Cecily Strong – Saturday Night Live
- D’Arcy Carden – The Good Place
- Marin Hinkle – The Marvelous Mrs. Maisel

### Sparte Drama

#### Beste Dramaserie
Succession
- Better Call Saul
- The Crown
- The Handmaid’s Tale – Der Report der Magd (The Handmaid’s Tale)
- Killing Eve
- The Mandalorian
- Ozark
- Stranger Things

#### Bester Hauptdarsteller – Dramaserie
Jeremy Strong – Succession
- Jason Bateman – Ozark
- Sterling K. Brown – This Is Us – Das ist Leben (This Is Us)
- Steve Carell – The Morning Show
- Brian Cox – Succession
- Billy Porter – Pose

#### Beste Hauptdarstellerin – Dramaserie
Zendaya – Euphoria
- Jennifer Aniston – The Morning Show
- Olivia Colman – The Crown
- Jodie Comer – Killing Eve
- Laura Linney – Ozark
- Sandra Oh – Killing Eve

#### Bester Nebendarsteller – Dramaserie
Billy Crudup – The Morning Show
- Giancarlo Esposito – Better Call Saul
- Kieran Culkin – Succession
- Bradley Whitford – The Handmaid’s Tale – Der Report der Magd (The Handmaid’s Tale)
- Mark Duplass – The Morning Show
- Nicholas Braun – Succession
- Matthew Macfadyen – Succession
- Jeffrey Wright – Westworld

#### Beste Nebendarstellerin – Dramaserie
Julia Garner – Ozark
- Meryl Streep – Big Little Lies
- Fiona Shaw – Killing Eve
- Sarah Snook – Succession
- Samira Wiley – The Handmaid’s Tale – Der Report der Magd (The Handmaid’s Tale)
- Laura Dern – Big Little Lies
- Helena Bonham Carter – The Crown
- Thandie Newton – Westworld

### Sparte Miniserie bzw. Fernsehfilm

#### Beste Miniserie
Watchmen
- Little Fires Everywhere
- Mrs. America
- Unbelievable
- Unorthodox

#### Bester Fernsehfilm
Bad Education
- American Son
- Dolly Parton’s Heartstrings: These Old Bones
- El Camino: Ein „Breaking Bad“-Film (El Camino: A Breaking Bad Movie)
- Unbreakable Kimmy Schmidt: Kimmy vs. The Reverend

#### Bester Hauptdarsteller – Miniserie oder Fernsehfilm
Mark Ruffalo – I Know This Much Is True
- Jeremy Irons – Watchmen
- Hugh Jackman – Bad Education
- Paul Mescal – Normal People
- Jeremy Pope – Hollywood

#### Beste Hauptdarstellerin – Miniserie oder Fernsehfilm
Regina King – Watchmen
- Cate Blanchett – Mrs. America
- Shira Haas – Unorthodox
- Octavia Spencer – Self Made: Das Leben von Madam C.J. Walker (Self Made: Inspired by the Life of Madam C.J. Walker)
- Kerry Washington – Little Fires Everywhere

#### Bester Nebendarsteller – Miniserie oder Fernsehfilm
Yahya Abdul-Mateen II – Watchmen
- Dylan McDermott – Hollywood
- Tituss Burgess – Unbreakable Kimmy Schmidt: Kimmy vs. The Reverend
- Jim Parsons – Hollywood
- Louis Gossett Jr. – Watchmen
- Jovan Adepo – Watchmen

#### Beste Nebendarstellerin – Miniserie oder Fernsehfilm
Uzo Aduba – Mrs. America
- Holland Taylor – Hollywood
- Tracey Ullman – Mrs. America
- Toni Collette – Unbelievable
- Margo Martindale – Mrs. America
- Jean Smart – Watchmen